# Ferrari Superamerica 45
La Ferrari Superamerica 45 è un'automobile one-off, cioè prodotta in un solo esemplare, uscita il 20 maggio 2011.

## Sviluppo
La Superamerica 45 richiesta da Peter Kalikow ai progettisti Ferrari è una roadster che ha partecipato al Concorso d'eleganza Villa d'Este come prototipo. L'auto è un richiamo alla 400 Superamerica e il 45 indica il 45º anno dalla prima richiesta alla Ferrari da parte di Peter Kalikow.

## Tecnica
La vettura presenta due prese d'aria sul cofano e riprende lo stile dalla SA Aperta (sempre di proprietà di Peter Kalikow), nonostante le differenze siano molte; il motore è un V12 da 6.000 cm³ anteriore.
È stata progettata in Emilia-Romagna presso la Ferrari, lo stile della scocca è simile a quello della Ferrari 599 GTB Fiorano (da cui deriva), ma roadster.